# Tropico 3
Tropico 3 est un jeu vidéo de gestion, troisième opus de la série Tropico.
Après le rachat de la licence (auparavant détenue par Take-Two) par Kalypso Media, c'est Haemimont Games qui est chargé du développement.
La sortie PC, prévue initialement début novembre 2009, a finalement lieu le 29 octobre 2009. La sortie sur Xbox 360 a lieu quant à elle le 12 novembre 2009 et non début 2010 comme prévu.
Cette nouvelle mouture reprend les concepts des versions précédentes mais comporte désormais un moteur graphique 3D.

## Nouveautés par rapport au premier opus
- De nombreux évènements déclenchés au hasard (tremblement de terre, etc.)
- Un système de transport permettant aux citoyens de prendre une voiture (grâce aux garages).
- La fabrication et le contrôle de l'avatar.
- Discours présidentiels.
- Un décret déclarant ouvert le Festival à la gloire d'El Presidente.
- L'extraction de pétrole est disponible pour les travailleurs diplômés.
- Le mariage homosexuel et les essais nucléaires sont disponibles comme décrets.
- Les nationalistes, qui veulent un État fort et peu d'immigration.

## Accueil
| Tropico 3     |      |       |
| Média         | Pays | Notes |
| Gamekult      | FR   | 6/10  |
| GameSpot      | US   | 8/10  |
| Jeuxvideo.com | FR   | 16/20 |